# Zavtrak s vidom na Elbrus
Zavtrak s vidom na Elbrus (russisk: Завтрак с видом на Эльбрус) er en russisk spillefilm fra 1993 af Nikolaj Maletskij.

## Medvirkende
- Igor Kostolevskij som Pavel Denisov
- Vera Sotnikova som Larisa
- Vera Kansjina som Jelena Kostetskaja
- Igor Sjavlak som Slava Pugatjov
- Mikhail Filippov som Sergej Malandin